# Circus macrosceles
Circus macrosceles е вид птица от семейство Ястребови (Accipitridae). Видът е световно застрашен, със статут Уязвим.

## Разпространение
Видът е разпространен в Коморските острови и Мадагаскар.